# Juventud La Perla
El Club Juventud La Perla es un club de fútbol peruano del distrito de La Perla en la Provincia Constitucional del Callao. Fue fundado en 1955 y participa en la Copa Perú.

## Historia
El club fue fundado el 30 de agosto de 1955 en el distrito de La Perla en la Provincia Constitucional del Callao.
Su mejor participación en la Copa Perú fue durante el edición 2005 donde logró ser subcampeón de la Departamental del Callao y acceder a la Etapa Regional. En esa etapa fue eliminado en primera fase por Atlético Minero por un global de 3-0.
A partir del 2010 empezó a participar en la recién creada Liga Superior del Callao siendo semifinalista de la misma ese año. Al año siguiente fue eliminado en la primera fase tras quedar último de su grupo.
Durante el 2012 fue campeón de la Liga Superior del Callao participando a la Etapa Departamental del Callao. Logró ser subcampeón del mismo tras vencer al América Latina por 3-2 accediendo a la Etapa Regional de la Copa Perú 2012.
En la Regional fue eliminado en primera ronda por el tradicional Club Centro Deportivo Municipal tras perder 0-1 en la ida y luego por 4-0 en la vuelta.
En la temporada 2015 Juventud La Perla, tras derrotar a Atlético Chalaco por 4-0 y a Asociación Deportiva Somos Aduanas por 4-1, logró el título de la Liga Superior del Callao 2015 y clasificó a la Etapa Nacional de la Copa Perú 2015. Sin embargo fue eliminado en el proceso de la primera etapa. Para el periodo 2016 desaparece la Liga Superior del Callao y el club regresa a la Liga Distrital de Bellavista - La Perla siendo eliminado ese año en la etapa Departamental.

## Sede
El club cuenta con su sede institucional ubicada en Jirón Arica Nº 661 en el Distrito de La Perla en el Callao.

## Uniforme
- Uniforme titular: Camiseta celeste, pantalón blanco, medias celestes.
- Uniforme alterno 1: Camiseta blanca, pantalón blanco, medias celestes.

### Uniforme Titular
| Años 1970 | Años 1980 | Años 2000 | 2013 | 2015 | 2022 | 2023 |  |

### Uniforme Alterno
| Años 1990 | 2014 |  |

## Palmarés

### Torneos regionales
- Liga Departamental del Callao (1): 2013.
- Liga Superior del Callao (2): 2012, 2015.
- Liga Distrital Bellavista - La Perla (3): 1991, 1993, 2009.
- Subcampeón de la Liga Departamental del Callao (3): 2005, 2012, 2015.
- Subcampeón de la Liga Distrital Bellavista - La Perla: 2008.